# Mnemó
Mnemó (Mnemon, Μνήμων) fou un metge de Side a Pamfília, seguidor de Cleofant. Va viure al segle III aC.
L'esmenta Galè (Comment. in Hippocr. " Epid. III." 2.4, 3.71, vol. xvii. pt. i. pp. 603, 606, 731). Apareix el seu nom amb relació a les marques o caràcters (χαρακτῆρες) d'alguns casos mèdics al tercer llibre d'Hipòcrates De Morbis Popularibus.